# Aleksandr Kurenkov
Aleksandr Viacheslávovich Kurenkov (en ruso: Александр Вячеславович Куренко́в; óblast de Moscú, Unión Soviética, 2 de junio de 1972) es un político y militar ruso. Desde mayo de 2022 se desempeña como ministro de Situaciones de Emergencia y tiene el rango de teniente general.

## Biografía

### Infancia y estudios
Aleksandr Kurenkov nació el 2 de junio de 1972 en el óblast de Moscú, en lo que entonces era la RSFS de Rusia, en la Unión Soviética. En 1995, comenzó a trabajar como profesor de cultura física en la escuela N.ª 312 en Moscú, mientras también estudiaba en la Academia Estatal de Cultura Física de Moscú, donde se graduó en 1998. En 1999, dejó su trabajo de docente para incorporarse al Servicio Federal de Seguridad, donde trabajó en diversos puestos hasta el 2002, cuando ingresó al Servicio Federal de Protección. En 2004, se graduó en el Instituto Psicológico-Social de Moscú. Mientras trabajaba como oficial del Servicio de Protección Federal, formó parte del equipo de protección del entonces primer ministro de Rusia, Víktor Zubkov, entre 2007 y 2008, y Zubkov se convirtió en el primer vicepresidente del gobierno de Putin. Fuentes del Ministerio de Situaciones de Emergencia lo describieron como un «ayudante de Putin» alrededor de 2015.
En 2021, se convirtió en subdirector y, al año siguiente, subdirector del Comando de las Fuerzas de la Guardia Nacional, bajo las órdenes de Víktor Zólotov. Supervisó el departamento de entrenamiento de combate. Fuentes del Ministerio de Situaciones de Emergencia sugieren que, en calidad de tal, Kurenkov participó en la invasión rusa de Ucrania de 2022.

### Ministro de Situaciones de Emergencia

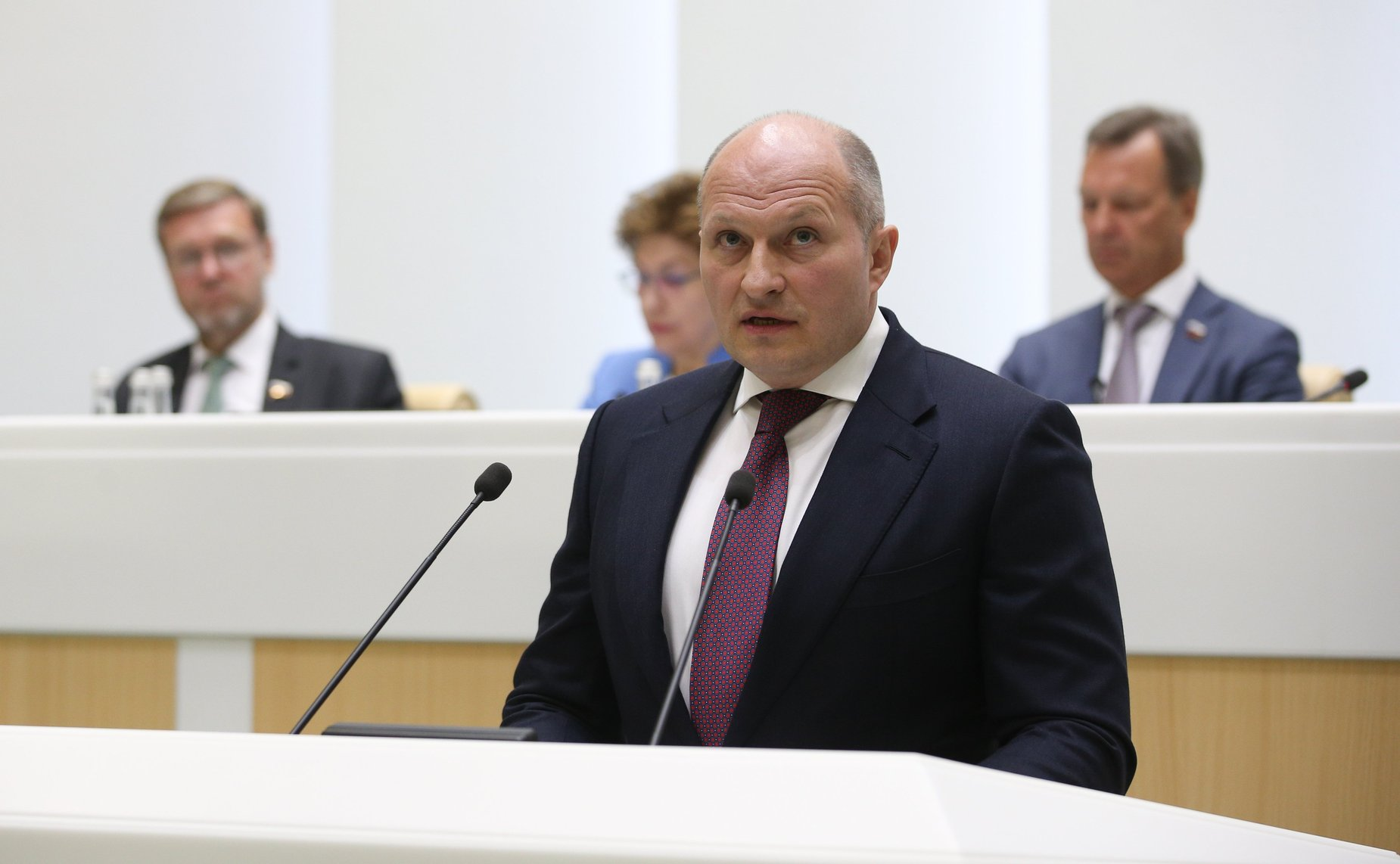
Kurenkov en su audiencia de confirmación en el Consejo de la Federación el 25 de mayo de 2022

El 23 de mayo de 2022, el presidente de Rusia, Vladímir Putin, nombró a Kurenkov como nuevo ministro de Situaciones de Emergencia. El puesto lo había ocupado anteriormente el viceministro, Aleksandr Chuprian, en calidad de interino, desde la muerte del anterior ministro, Yevgueni Zínichev, en septiembre de 2021. El portavoz del Kremlin, Dmitri Peskov, señaló que «Putin conoce personalmente bien a Kurenkov. Y la elección significa que, según el jefe de estado, las cualidades personales, oficiales y profesionales de Kurenkov lo harán el mejor para desempeñar estas funciones».
El 25 de mayo de 2022, después de someterse a audiencias de confirmación por parte del Consejo de la Federación y recibir el apoyo unánime, Kurenkov fue nombrado ministro de Situaciones de Emergencia. Como ministro, se convirtió en miembro del Consejo de Seguridad de la Federación de Rusia, al que fue designado el 30 de mayo de 2022.
Kurenkov ostentaba el rango de mayor general desde aproximadamente diciembre de 2021, por esas mismas fechas se graduó en la Academia Militar del Estado Mayor General de las Fuerzas Armadas de Rusia. En 2015 fue condecorado con la  Orden al Mérito por la Patria de 2.do grado. Fue ascendido al rango de teniente general el 2 de junio de 2022.
Después del ataque contra el puente de Crimea, Putin ordenó que se creara una comisión especial para investigar las circunstancias de la explosión, que incluía a altos cargos del estado, entre los que se incluyen Aleksandr Kurenkov el ministro de Situaciones de Emergencia, Vitali Saveliev el ministro de Transporte y representantes del Servicio Federal de Seguridad, el Ministerio del Interior y la Guardia Nacional de Rusia.

## Condecoraciones
- Orden al Mérito por la Patria, 2.do grado (2015)
- Medalla de Suvórov
- Medalla por distinción en el desempeño de tareas especiales (Servicio Federal de Protección; FSO);
- Medalla por valor militar (FSO);
- Medallas por Distinción en el Servicio Militar (FSO) grados I, II y III;
- Medalla 100 años de cuerpos de seguridad del estado (FSO);
- Medalla 125 años de los cuerpos de seguridad del estado de Rusia (FSO);
- Coraza por servicio en el Servicio de Seguridad Federal de Rusia;
- Medalla por el Retorno de Crimea